# (2062) Aten
(2062) Aten tidligere kendt som 1976 AA, er en nærjords-asteroide der blev opdaget d. 7. jan. 1976 af Eleanor F. Helin vha. Mount Palomar Observatory. Eleanor Helin var forskningschef for Near-Earth Asteroid Tracking-projektet indtil hun gik på pension i 2002.
Asteroiden Aten er opkaldt efter den egyptiske gud for solskiven. Det er er også den første asteroide der blev opdaget, hvis halve storakse var mindre en Jordens (1,00 AU). (2062) Aten fik dermed også lov til at lægge navn til denne type af nærjords-asteroider (Aten-asteroider).
Næste gang Aten kommer tæt på Jorden er d. 22. september 2030 kl. 12:50, hvor den vil passere i en afstand af 0,41627 AU (62,4 mio. km).